# Alexandr (Timofejev)
Alexandr (světským jménem: Nikolaj Anatoljevič Timofejev; 8. srpna 1941, Tějkovo – 7. ledna 2003, Saratov) byl ruský duchovní a arcibiskup saratovský a volský.

## Život
Narodil se 8. srpna 1941 v Tějkovu.
Po střední škole nastoupil na Moskevský duchovní seminář, který dokončil roku 1963. V letech 1963–1966 sloužil v řadách Sovětské armády. Po vojenské službě nastoupil na Moskevskou duchovní akademii.
Dne 19. srpna 1971 byl postřižen na monacha se jménem Alexandr na počest svatého Alexandra Něvského. Dne 1. září začal přednášet na Moskevském duchovním semináři a stal se asistentem inspektora akademie a semináře.
Dne 12. září 1971 byl rukopoložen na hierodiakona a i dva dny později na jeromonacha.
Od června do srpna 1972 byl osobním sekretářem předsedy Oddělení vnějších církevních vztahů Moskevského patriarchátu. V září 1972 byl jmenován starším asistentem inspektora akademie. V říjnu stejného roku se stal inspektorem. Dne 22. listopadu byl povýšen na igumena.
Od ledna 1973 přednášel na akademii a 7. dubna byl povýšen na archimandritu.
Dne 16. července 1982 byl Svatým synodem jmenován rektorem akademie a semináře.
Dne 12. října 1982 byl ustanoven biskupem dmitrovským a vikářem moskevské eparchie.
Dne 14. října 1982 proběhla v chrámu Pokrova přesvaté Bohorodice při akademii jeho biskupská chirotonie. Světiteli byli metropolita tallinský a celého Estonska Alexij (Rüdiger), metropolita minský a běloruský Filaret (Vachromejev), metropolita krutický a kolomenský Juvenalij (Pojarkov) a metropolita kalininský a kašinský Alexij (Konopljov).
Dne 9. září 1986 byl povýšen na arcibiskupa.
Dne 16. září 1986 se stal předsedou učební komise Svatého synodu.
Dne 12. srpna 1992 byl penzionován.
Dne 26. února 1994 byl ustanoven arcibiskupem majkopským a armavirským a 17. července 1995 arcibiskupem saratovským a volským.
Zemřel 7. ledna 2003 na srdeční selhání. Pohřební bohoslužba se konala 7. ledna a vedl jí arcibiskup samarský a syzraňský Sergij (Poletkin) a arcibiskup verejský Jevgenij (Rešetnikov). Pohřben byl v chrámu Sestoupení Ducha Svatého v Saratově.